# Третья позиция (движение)
Третья позиция (итал. Terza Posizione) — итальянское неофашистское политическое движение, основанное в Риме в 1978 году и остававшееся активным до 1982 года. Возникшее из пепла молодёжной группы Lotta Studentesca («Студенческая борьба»), движение позиционировало себя как национал-революционное, равно дистанцируясь как от коммунистов, так и от «реакционных правых». 
Издаваемый движением журнал Terza Posizione пропагандировал идеологию третьего пути.